# Peter MacNicol
Peter MacNicol (ur. 10 kwietnia 1954 w Dallas w stanie Teksas) – amerykański aktor. Laureat nagrody Emmy.
Ukończył MacArthur High School w Irving. Karierę aktorską rozpoczął od off-broadwayowskich i broadwayowskich przedstawień. Pierwszym filmem, w którym wziął udział, był Wybór Zofii. Inne znaczące filmy to Pogromcy duchów II i Dzika lokatorka.
Znany jest przede wszystkim z ról serialowych, z których najsłynniejsza to John Cage w serialu Ally McBeal, za co dostał nagrodę Emmy w 2001. Inną znaczącą rolą serialową jest Tom Lennox w serialu 24 godziny. Występował również m.in. w serialu Wzór gdzie grał dra Larry’ego Fleinhardta.

## Filmografia
- Pogromca smoków (Dragonslayer) (1981) – Galen
- Wybór Zofii (Sophie's Choice) (1982) – Stingo
- Pogromcy duchów II (Ghostbusters II) (1989) – Janosz Poha
- Śmierć przychodzi o świcie (By Dawn's Early Light) (1990) – Komandor podporucznik Tom Sedgewicke
- Dzika lokatorka (HouseSitter) (1992) – Marty
- The Powers That Be (1992) – Bradley Grist
- Rodzina Addamsów II (Addams Family Values) (1993) – Gary Granger
- Zabójcze radio (Radioland Murders) (1994) – Syn, pisarz
- Szpital Dobrej Nadziei (Chicago Hope) (1994–1995) – Alan Birch
- Dracula – wampiry bez zębów (Dracula: Dead and Loving It) (1995) – Renfield
- Ally McBeal (1997–2002) – John Cage
- Jaś Fasola: Nadciąga totalny kataklizm (Bean: The Ultimate Disaster Movie) (1997) – David Langley
- Geniusze w pieluchach (Baby Geniuses) (1999) – Dan Bobbins
- Wakacje. Żegnaj szkoło (Recess: School’s Out) (2001) – Fenwick
- Crazy Love (2003) – Mąż
- Łamiąc wszystkie zasady (Breakin’ All the Rules) (2004) – Philip Gascon
- Danny Phantom (2004–obecnie) – Sidney Poindexter
- The Batman (2004–obecnie) – dr Langstrom / Man-Bat (głos)
- Wzór (2005 – 2010) – Dr Larry Fleinhardt
- 24 godziny (2007) – Tom Lennox
- Battleship: Bitwa o Ziemię (2012) – sekretarz obrony